# 35 Pułk Lotnictwa Bombowego
35 Pułk Lotnictwa Bombowego (35 plb) – oddział lotnictwa bombowego ludowego Wojska Polskiego.

## Historia pułku
Pułk został sformowany w 1952 r. na lotnisku w Bydgoszczy, w składzie 15 Dywizji Lotnictwa Bombowego. Jednostka została zorganizowana według etatu Nr 6/131 o stanie 260 wojskowych i 2 pracowników kontraktowych. 1 października 1952 r. kapitan pilot Kazimierz Wierzbicki podpisał pierwszy rozkaz dzienny, a cztery dni później pułk przebazował się do Inowrocławia. Na stanie jednostki znajdowało się wówczas siedemnaście samolotów, w tym dziesięć bombowych Pe-2FT, trzy bombowe Tu-2, dwa szkolno-bojowe UPe-2 i dwa szkolno-treningowe Po-2.
We wrześniu 1953 r. pułk został przeniesiony do Przasnysza.
W dniach 20-22 maja 1954 r. pułk został przebazowany na lotnisko w Modlinie i tam przezbrojony w samoloty odrzutowe Ił-28.
W okresie od maja do września 1955 r. została sformowana trzecia eskadra lotnicza. W 1957 r. pułk zmienił przeznaczenie z bombowego na szkolno-bojowy.
12 października 1957 r. generał brygady Eugeniusz Kuszko wręczył dowódcy pułku sztandar ufundowany przez Radę Państwa. 8 czerwca 1958 r. odbyła się ceremonia pożegnania sztandaru. 15 czerwca 1958 r. pułk został rozformowany.

## Struktura organizacyjna pułku w latach 1955–1958
- dowództwo i sztab
- 1 eskadra lotnicza
- 2 eskadra lotnicza
- 3 eskadra lotnicza
- eskadra techniczna

## Żołnierze
Dowódcy pułku
- kpt./mjr pil. Kazimierz Wierzbicki (od 18 VIII 1952)
- kpt./mjr dypl. pil. Józef Ostrowski (od 25 VI 1954)
- kpt./mjr pil. Zdzisław Szczucki (26 X 1956)
- kpt./mjr dypl. pil. Józef Czernecki (od 17 VIII 1957 do 15 VI 1958)

Oficerowie
- Julian Paździor